# Haigerachita
La haigerachita és un mineral de la classe dels fosfats. Rep el nom pel poble i la vall propera a la localitat tipus.

## Característiques
La haigerachita és un fosfat de fórmula química KFe3+₃(PO₃OH)₂[PO₂(OH)₂]₆·4H₂O. Es tracta d'una espècie aprovada per l'Associació Mineralògica Internacional, i publicada per primera vegada el 1999. Cristal·litza en el sistema monoclínic. La seva duresa a l'escala de Mohs és 2.
Segons la classificació de Nickel-Strunz, la haigerachita pertany a «08.C - Fosfats sense anions addicionals, amb H₂O, amb cations de mida mitjana i gran, RO₄:H₂O > 1:1» juntament amb els següents minerals: grischunita, wicksita, bederita i tassieïta.

## Formació i jaciments
Va ser descoberta a la mina Silberbrünnle, situada a la localitat de Gengenbach, dins el cantó de Friburg (Baden-Württemberg, Alemanya), on es troba en forma d'esfèrules blanques, de fins a 0,2 mm de diàmetre, formades per cristalls escamosos de fins a 0,05 mm. Poques vegades els cristalls es troben ben desenvolupats, com a cristalls tabulars prims pseudohexagonals. Es troba associada a altres minerals com: quars, pirita, guix, jarosita i diadoquita. Aquesta mina és l'únic indret de tot el planeta on ha estat descrita aquesta espècie mineral.